# Vladimir II di Kiev
Vladimir II Vsevolodovič, detto Monomaco (in ucraino Володимир II Все́володович Монома́х?, Volodymyr II Vsevolodovyč Monomach; Perejaslav, 26 maggio 1053 – Kiev, 19 maggio 1125), è stato Sovrano della Rus' di Kiev (Gran Principe di Kiev) dal 1113 al 1125.

## La vita
Vladimir nacque nel 1053 da Vsevolod e (probabilmente) da una figlia di Costantino IX Monomaco a nome Anastasia da cui ereditò il cognome poiché era pratica comune nell'area bizantina prendere il cognome materno se questi era più importante di quello paterno.
La sua sorellastra Adelaide di Kiev divenne famosa in tutta Europa quando ottenne che il suo matrimonio con Enrico IV di Franconia fosse annullato. In accordo con gli avversari di Enrico (filo-papali), Adelaide aveva asserito che l'imperatore l'aveva costretta a partecipare attivamente a una messa nera.
Vladimir riuscì a tenere vivo il commercio, sia con il nord (Scandinavia), sia con il sud (impero bizantino), e combatté con successo contro i popoli della steppa. Si sposò tre volte: la prima con una Gyda che alcune fonti identificano la figlia di Aroldo II di Inghilterra e di Ealdgyth Swan-neck, la seconda con una nobildonna bizantina di nome Eufemia e la terza, probabilmente, con una figlia di Epa Ocenevic, khan dei Cumani.

## Il regno
Vladimir fu una persona di grandissima cultura: una delle principali opere della letteratura medievale della Rus' di Kiev è il suo Poučen'e ("Insegnamento", o anche "Testamento"). È un'opera che "insegna" ai figli di Vladimir l'arte del buon governo, soprattutto nelle spedizioni militari; si scosta in parte dalle opere letterarie del periodo, scritte prevalentemente da monaci. Nel Poučen'e è però forte anche l'influenza del pensiero religioso e i riferimenti a testi biblici.
In questo "Testamento" che egli lasciò ai figli, Vladimir menzionò ben 83 campagne militari e 19 trattati di pace che egli stipulò con i Cumani. All'inizio egli si diresse contro le steppe insieme al cugino Oleg I di Černihiv, tuttavia Vladimir venne poi mandato dal padre a governare Černihiv. Per riprendersi la città che riteneva sua per diritto, Oleg fece pace con i Cumani e ruppe l'alleanza con Vladimir. Tale inimicizia fu tale da dare luogo a diverse guerre interne e a perdurare anche fra i loro discendenti.
A partire dal 1094 il centro di potere di Vladimir divenne Perejaslav e sotto il suo controllo erano anche le città di Rostov Velikij, Suzdal' e altre province del nord. In queste terre egli fondò numerose città, la più famosa delle quali fu Vladimir. Nel tentativo di unire tutti i principi della Rus' contro i nemici, Vladimir indisse tre congressi, dei quali si ricordano il Congresso dei Principi del 1097 a Ljubeč ed il Concilio dei Principi del 1103 vicino al lago Dolobskij.
Nel 1107 Vladimir sconfisse il Khan dei Cumani Boniak durante un'invasione contro la Rus' di Kiev. Quando nel 1113 morì Svjatopolk II di Kiev, la popolazione locale si ribellò ed invocò l'arrivo di Vladimir nella capitale. Nello stesso anno egli giunse alla città sulla quale regnò sino alla morte. Nelle sue Poučen'e sono scritte molte delle riforme che egli fece per placare le tensioni nella capitale.

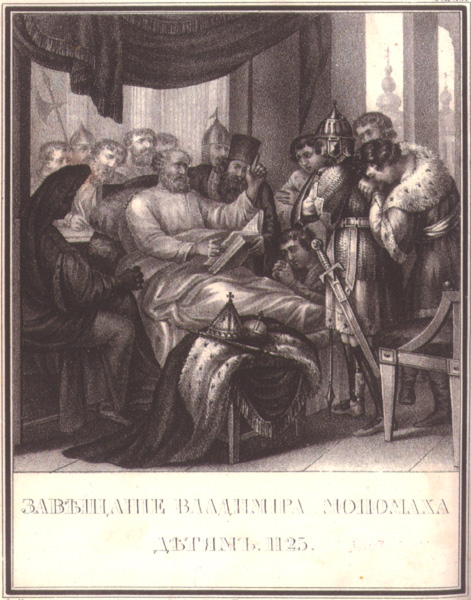
Il testamento di Vladimir II ai figli

Vladimir II morì il 19 maggio 1125 e venne sepolto nella Cattedrale di Santa Sofia a Kiev. Dopo la sua morte, iniziò il declino culturale e politico della Rus' Kieviana che si concluderà con il frazionamento feudale nel XIII secolo.
Secondo una celebre versione postuma (certamente spuria, ma strumentale alle pretese imperiali dei sovrani russi a partire da Ivan IV), sarebbe stato incoronato gran principe (o granduca) kievano con una corona d'oro orlata di pelliccia donatagli dal nonno Costantino IX Monomaco, corona che fu perciò denominata, a partire dal 1518, corona di Monomaco. In realtà Costantino IX morì quando Vladimir aveva appena due anni e non era ancora sovrano di Kiev, e la corona cinta dagli zar russi da Ivan IV a Pietro il Grande e oggi custodita a Mosca nel Museo dell'Armeria del Cremlino è molto probabilmente un copricapo di origine tartara.

## Gli incerti matrimoni, i figli e la successione
Vladimir si sposò tre volte. Alcune fonti indicano come sua prima moglie Gytha del Wessex (morta nel 1098 o nel 1107), figlia di Aroldo II d'Inghilterra e appartenente alla dinastia Godwin; tuttavia da questa donna egli ebbe cinque figli ed una figlia:
- Mstislav I di Kiev;
- Izjaslav Vladimirovič, Principe di Kursk e Murom (1077 circa -6 settembre 1096);
- Svjatoslav I, Principe di Smolensk e Perejaslav (1080 circa -16 marzo 1114);
- Jaropolk II di Kiev;
- Vjačeslav I Vladimirovič;
- Mariza (prima del 1090- 20 gennaio 1146), che viene attribuita a Gytha del Wessex.

Alla seconda moglie è attribuito il nome di Eufemia, il cui matrimonio ebbe luogo attorno al 1099: dovrebbe essere stata una nobile bizantina. La Cronaca degli anni passati pone la sua data di morte al 7 maggio 1107, ma non menziona esplicitamente il suo nome. Insieme ebbero come figli:
- Roman, Principe di Volinia (morto il 6 gennaio 1119);
- Eufemia di Kiev (attorno al 1099 - 4 aprile 1139), che sposò Colomanno d'Ungheria[4];
- Agafia Vladimirovna;
- Eudossia Vladimirovna (1103/1106 - circa 1115);
- Jurij Dolgorukij di Kiev;
- Andrej Vladimirovič, principe di Perejaslav e Volinia (11 agosto 1102 - 22 gennaio 1141).

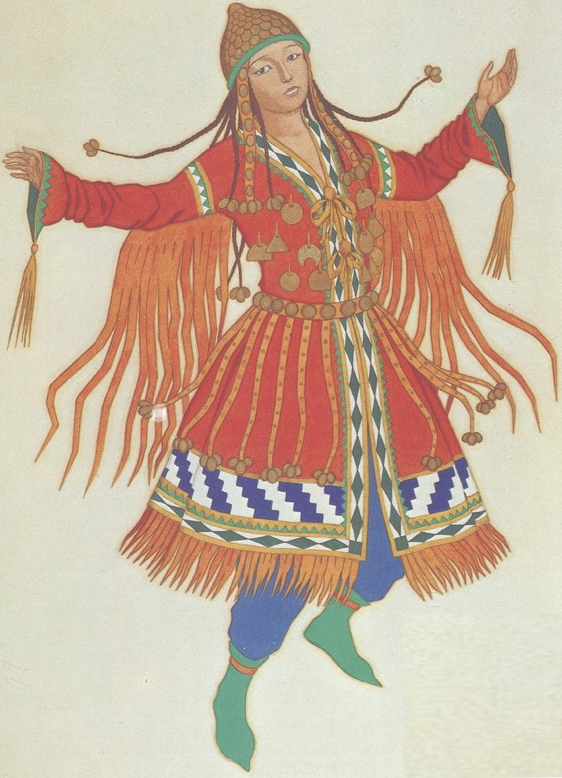
Terza moglie di Vladimir II di Kiev, figlia di Aepa Ocenevič.

La terza moglie si ritiene essere stata una delle figlie di Aepa Ocenevič, khan dei Cumani, nello specifico appartenente a una tribù dedita alla pastorizia chiamata Kipčaki di origini turche. La Cronaca degli anni passati identifica Jurij come genero di Aepa e non è chiaro se Vladimir viene associato alla giovane perché negoziò le nozze per il figlio o perché egli abbia sposato una sorella della nuora; è altresì possibile che vi sia stata un'incomprensione sul nome dello sposo. Non sono noti discendenti.
Alla morte di Vladimir, nel 1125, sorsero problemi per la successione. Il trono passò al suo figlio primogenito, Mstislav, in contrasto con quanto stabiliva la Russkaja Pravda. I fratelli di Vladimir si opposero alla designazione, fatta da Vladimir stesso. Le lotte tra zii e nipoti furono ulteriormente complicate dalla rivolta degli altri quattro figli di Vladimir, tra i quali Jurij, che si opponevano alla nomina del fratello maggiore, come pure tra i fratelli di Mstislav e gli zii. Da quel grande Stato che era, la Rus' di Kiev continuava a frazionarsi in una serie di principati autonomi, sempre meno in grado di gestire il territorio e di opporsi all'invasione dei Tataro-mongoli che incombeva sempre più da vicino.

## Ascendenza
|                                   |                   |                       | Genitori           |  |  | Nonni |  |  | Bisnonni                |  |  | Trisnonni            |  |
|                                   |                   |                       |                    |  |  |       |  |  | Vladimir I Svjatoslavič |  |  | Svjatoslav Igorjevič |  |
|                                   |                   |                       |                    |  |  |       |  |  | Vladimir I Svjatoslavič |  |  | Svjatoslav Igorjevič |  |
|                                   |                   | Maluša                |                    |  |  |       |  |  | Vladimir I Svjatoslavič |  |  |                      |  |
| Jaroslav I Vladimirovič           |                   |                       |                    |  |  |       |  |  | Vladimir I Svjatoslavič |  |  |                      |  |
|                                   |                   | Rogneda di Polack     | Rogvolod           |  |  |       |  |  |                         |  |  |                      |  |
|                                   |                   | Rogneda di Polack     | Rogvolod           |  |  |       |  |  |                         |  |  |                      |  |
|                                   |                   | Rogneda di Polack     | …                  |  |  |       |  |  |                         |  |  |                      |  |
| Vsevolod I Jaroslavič             |                   | Rogneda di Polack     |                    |  |  |       |  |  |                         |  |  |                      |  |
|                                   |                   | Olof III di Svezia    | Eric il Vittorioso |  |  |       |  |  |                         |  |  |                      |  |
|                                   |                   | Olof III di Svezia    | Eric il Vittorioso |  |  |       |  |  |                         |  |  |                      |  |
|                                   |                   | Olof III di Svezia    | Sigrid la Superba  |  |  |       |  |  |                         |  |  |                      |  |
| Ingegerd Olofsdotter              |                   | Olof III di Svezia    |                    |  |  |       |  |  |                         |  |  |                      |  |
|                                   |                   | Estrid degli Obotriti | Mstivoj            |  |  |       |  |  |                         |  |  |                      |  |
|                                   |                   | Estrid degli Obotriti | Mstivoj            |  |  |       |  |  |                         |  |  |                      |  |
|                                   |                   | Estrid degli Obotriti | …                  |  |  |       |  |  |                         |  |  |                      |  |
| Vladimir II Vsevolodovič Monomaco |                   | Estrid degli Obotriti |                    |  |  |       |  |  |                         |  |  |                      |  |
|                                   | Teodosio Monomaco | …                     |                    |  |  |       |  |  |                         |  |  |                      |  |
|                                   | Teodosio Monomaco | …                     |                    |  |  |       |  |  |                         |  |  |                      |  |
|                                   | Teodosio Monomaco | …                     |                    |  |  |       |  |  |                         |  |  |                      |  |
| Costantino IX                     | Teodosio Monomaco |                       |                    |  |  |       |  |  |                         |  |  |                      |  |
|                                   |                   | …                     | …                  |  |  |       |  |  |                         |  |  |                      |  |
|                                   |                   | …                     | …                  |  |  |       |  |  |                         |  |  |                      |  |
|                                   |                   | …                     | …                  |  |  |       |  |  |                         |  |  |                      |  |
| Anastasia di Bisanzio             |                   | …                     |                    |  |  |       |  |  |                         |  |  |                      |  |
|                                   |                   | …                     | …                  |  |  |       |  |  |                         |  |  |                      |  |
|                                   |                   | …                     | …                  |  |  |       |  |  |                         |  |  |                      |  |
|                                   |                   | …                     | …                  |  |  |       |  |  |                         |  |  |                      |  |
| …                                 |                   | …                     |                    |  |  |       |  |  |                         |  |  |                      |  |
|                                   |                   | …                     | …                  |  |  |       |  |  |                         |  |  |                      |  |
|                                   |                   | …                     | …                  |  |  |       |  |  |                         |  |  |                      |  |
|                                   |                   | …                     | …                  |  |  |       |  |  |                         |  |  |                      |  |
|                                   |                   | …                     |                    |  |  |       |  |  |                         |  |  |                      |  |